# O Evangelho Segundo Jesus, Rainha do Céu
O Evangelho Segundo Jesus, Rainha do Céu é um monólogo teatral, de autoria e interpretação original da dramaturga britânica Jo Clifford, que imagina Jesus Cristo reencarnado nos dias modernos como uma mulher transexual. A versão brasileira, de tradução e direção de Natalia Mallo e adaptação e interpretação de Renata Carvalho, foi estrondoso sucesso de público, com apresentações por todo o Brasil e no estrangeiro, em países como Alemanha, Irlanda do Norte, Escócia e Cabo Verde. Sob alegação de ofensa religiosa pela transgeneridade da personagem bíblica, a equipe sofreu agressões físicas, atentado a bomba e ameaças de morte durante a temporada, e o espetáculo foi censurado em diversas cidades do país, notavelmente Jundiaí, Salvador e Rio de Janeiro.

## Texto original
A peça nasceu em 2009, numa apresentação em Glasgow, num pequeno teatro com capacidade apenas para cerca de 30 pessoas. Sobre a inspiração para o texto, Clifford conta: 
Contrataram-me para escrever uma sequência para minha peça anterior (God's New Frock, sobre o Velho Testamento). Estava começando a viver como mulher, e encontrando ódio nas ruas, de pessoas gritando insultos, dizendo coisas terríveis, rindo de mim. Fui criada como cristã, e ensinada que, quando você não sabe o que fazer, deve se perguntar: 'O que Jesus faria?' Pensei: 'Bem, o que Jesus faria se voltasse agora à Terra e fosse eu, uma mulher trans? O que ela faria, o que diria?' Essa foi a origem da peça.
A peça ficou em hiato durante anos, devido ao medo de represálias por parte de estabelecimentos e diretores. Apenas em 2014, houve o retorno ao palco, em Edimburgo. O público era pequeno, mas entre eles estava a diretora teatral brasileira Natalia Mallo, que, após o espetáculo, pediu a Clifford o texto para criar uma versão em português.  

Clifford apresentou a peça no Brasil, em 2020, na Mostra Internacional de Teatro de São Paulo. A mostra naquele ano também recebeu a versão brasileira com Renata Carvalho. 

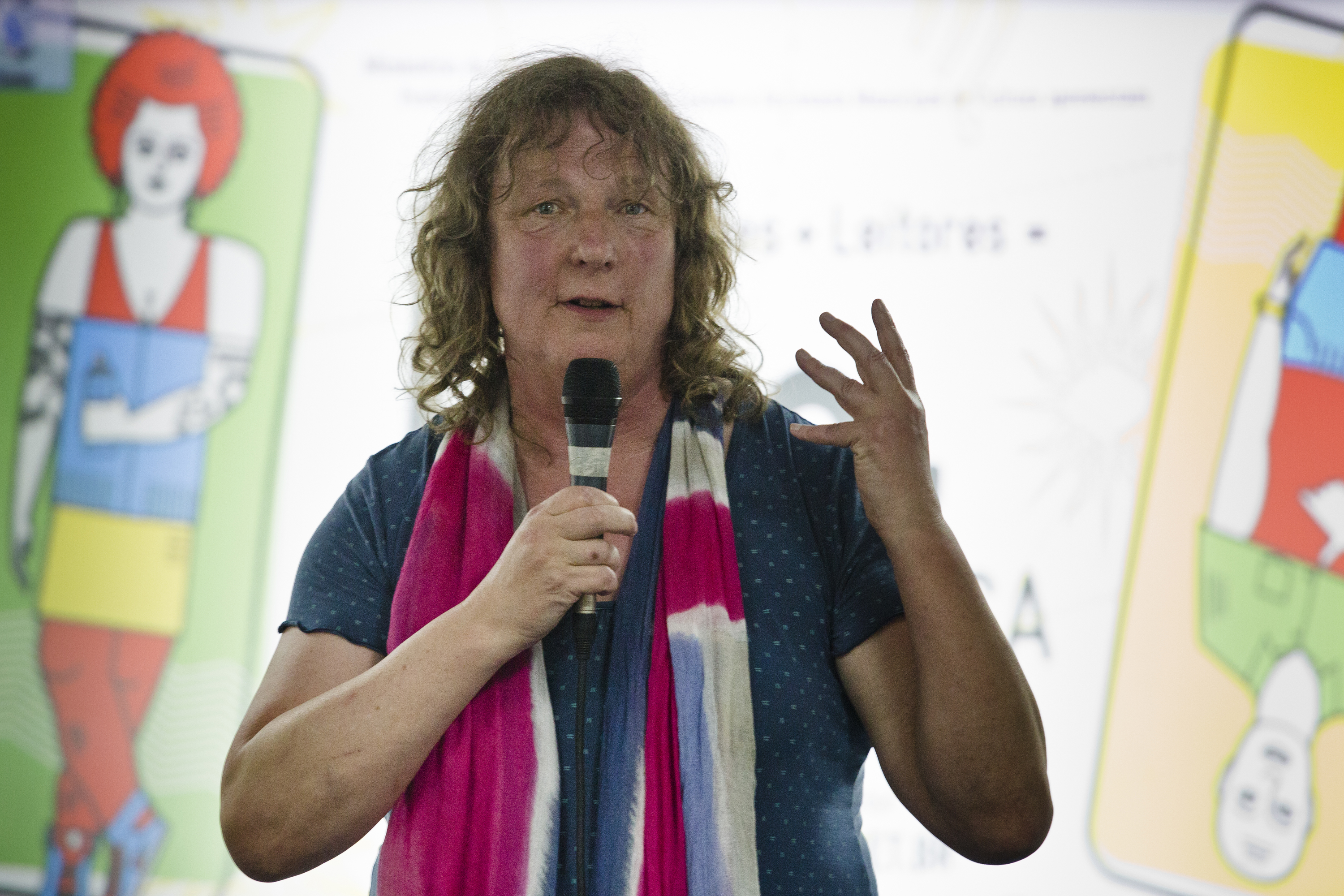
Clifford durante visita ao Brasil em 2016

## Austrália
A peça teve também uma versão australiana, com interpretação de Kristen Smyth e direção de Kitan Petkovski. Embora a versão original tivesse apenas a atriz em cena, nesta foi acrescentado um acompanhamento em coral de quatro pessoas, cantando uma trilha sonora original de Rachel Lewindon. Venceu em 2021 o prêmio Green Room Award de Melhor Produção Teatral Independente.

## Censuras
Em setembro de 2017, a exibição da peça no SESC Jundiaí foi vetada por ordem judicial. No mesmo ano, o Poder Judiciário proibiu a apresentação que ocorreria em Salvador, no Festival Internacional de Artes Cênicas da Bahia. Em 2018, Marcelo Crivella, então prefeito do Rio de Janeiro, vetou apresentações do espetáculo em estabelecimentos municipais, e a peça acabou por ter uma única apresentação na cidade. Também em 2018, o estado de Pernambuco proibiu a exibição do espetáculo no Festival de Inverno de Garanhuns, após protestos de religiosos da região.